# Une vie indépendante
Série
Bouge pas, meurs, ressuscite
(1990)
Pour plus de détails, voir Fiche technique et Distribution.
Une vie indépendante (Самостоятельная жизнь, Samostoyatelnaya zhizn) est un film russe réalisé par Vitali Kanevski, sorti en 1992.

## Synopsis
Ce film est la suite de Bouge pas, meurs, ressuscite, sorti en 1989 (le premier film de Vitali Kanevski). Le héros, Valerka, sortant de l'adolescence, survit à Soutchan dans cette région orientale de la Sibérie à l’ère stalinienne où la civilisation semble n'être pas encore arrivée. Conditions de vie sauvage, extrême, pauvreté au delà de l'imaginable. Entre désespoir et rêve, c'est pourtant de cette vie moyenâgeuse que le réalisateur lui-même, comme un miracle, s'est échappé.

## Fiche technique
- Titre : Une vie indépendante
- Titre original : Самостоятельная жизнь (Samostoyatelnaya zhizn)
- Réalisation : Vitali Kanevski
- Scénario : Vitali Kanevski
- Production : Françoise Galfré, Patrick Godeau, Vitali Kanevski et Philippe Godeau
- Musique : Boris Rychkov
- Photographie : Vladimir Brylyakov
- Montage : Yelena Gagarina
- Décors : Gueorgui Kropatchev
- Costumes : N. Kotova et O. Kulechova
- Pays :  France,  Russie et  Royaume-Uni
- Format : Couleurs
- Durée : 97 minutes
- Genre : Drame
- Date de sortie : 1992

## Distribution
- Pavel Nazarov : Valerka
- Dinara Droukarova : Valya
- Toshihiro Vatanabe : Yamamoto
- Yelena Popova : mère de Valerka

## Récompense
- Prix du jury au Festival de Cannes 1992